# Barngulag
Barngulag är ett uttryck som myntades av den svenske advokaten Hane och citerades av den västtyska tidningen Der Spiegel den 31 juli 1983. Reportagetiteln var Kindergulag im Sozialstaat Schweden ("Barngulag i välfärdsstaten Sverige") och associerade till strafflägren Gulag i dåvarande Sovjetunionen. (...När någon gång barnens samvaro med sina fosterföräldrar avbrutits tycks socialtjänsten ha tagit sin tillsynsplikt så lätt, att adokaten Hane myntade det illvilliga uttrycket "barngulag i välfärdsstaten Sverige", genom att de en gång utvalda offren blev godtyckligt utplacerade. Många gånger, medgav socialförvaltningen i Stockholm, placerades ungdomar hos mer än 20 fosterföräldrar, vilka ofta icke var lämpliga. ...).  
Ett reportage från november 1983 påstod att barn i Sverige kunde tvångsomhändertas av polis och socialtjänst på mycket lösa grunder.
Svenskarna försökte tillrättavisa västtyskarna, och svenska Utrikesdepartementet kallade den 8 november 1983 till möte med totalt 150 icke-svenska journalister som man menade hade givit en snedvriden och osann bild av "välfärdsstaten Sverige", och Utrikesdepartementets presschef Lars Rönnback menade att artiklarna var dåliga och direkt felaktiga. Utrikesdepartementet beskylldes då för att försöka styra rapporteringen och försöka ge dem den "rätta" Sverigebilden och mötet blev kaotiskt. Som framkom senare var det ett medvetet försök av inhemska lobbygrupper att använda den internationella pressen i sina syften.
| Som svar på artikeln gjorde Åke Elmér ett inlägg i DN där han jämförde omhändertagande av barn i Sverige och Västtyskland och presenterade nedanstående data. \| Antal omhändertagna under 18 år vid 1978 års utgång[5] \| Antal omhändertagna under 18 år vid 1978 års utgång[5] \| Antal omhändertagna under 18 år vid 1978 års utgång[5] \| Antal omhändertagna under 18 år vid 1978 års utgång[5] \| Antal omhändertagna under 18 år vid 1978 års utgång[5] \| Antal omhändertagna under 18 år vid 1978 års utgång[5] \| Antal omhändertagna under 18 år vid 1978 års utgång[5] \| \| ------------------------------------------------------ \| ------------------------------------------------------ \| ------------------------------------------------------ \| ------------------------------------------------------ \| ------------------------------------------------------ \| ------------------------------------------------------ \| ------------------------------------------------------ \| \| \| \| Sverige \| Sverige \| \| Västtyskland \| Västtyskland \| \| \| \| Antal \| ‰ \| \| Antal \| ‰ \| \| \| \| \| \| \| \| \| \| I fängelse, ungdomsvårdsskola eller motsvarande \| \| 300 \| 0,2 \| \| 7 300 \| 0,5 \| \| I barnhem eller ungdomshem \| \| 1 500 \| 0,7 \| \| 73 000 \| 4,9 \| \| Som fosterbarn \| \| 14 300 \| 7,0 \| \| 65 000 \| 4,4 \| \| \| \| \| \| \| \| \| \| \| Summa \| 16 100 \| 7,9 \| \| 145 000 \| 9,8 \| |       |         |         |  |              |              |
| Antal omhändertagna under 18 år vid 1978 års utgång |       |         |         |  |              |              |
| |       | Sverige | Sverige |  | Västtyskland | Västtyskland |
| |       | Antal   | ‰       |  | Antal        | ‰            |
| |       |         |         |  |              |              |
| I fängelse, ungdomsvårdsskola eller motsvarande |       | 300     | 0,2     |  | 7 300        | 0,5          |
| I barnhem eller ungdomshem |       | 1 500   | 0,7     |  | 73 000       | 4,9          |
| Som fosterbarn |       | 14 300  | 7,0     |  | 65 000       | 4,4          |
| |       |         |         |  |              |              |
| | Summa | 16 100  | 7,9     |  | 145 000      | 9,8          |